# Саченко, Светлана
Светла́на Са́ченко (род. 21 ноября 1980, Минск) — российский детский писатель, драматург, поэтесса и мультипликационный сценарист. Известна как сценарист мультфильмов начиная с «Три богатыря. Ход конём» и заканчивая с «Три богатыря и принцесса Египта».

## Биография
Родилась 21 ноября 1980 года в Минске.
С 1998 по 2003 год проучилась в Белорусском государственном университете на филологическом факультете в Минске.
С 2010 по 2013 год проучилась в Российском государственном институте сценических искусств.
С 2013 года является одним из сценаристов на студии анимационного кино «Мельница». Её дебютной работой был мультфильм «Иван Царевич и Серый Волк 2», где она принимала участие в написании сценария.

## Фильмография

### Полнометражные проекты
- 2013 — Иван Царевич и Серый Волк 2 (совместно с Владимиром Торопчиным и Александром Боярским)
- 2014 — Три богатыря. Ход конём (совместно с Александром Боярским)[2]
- 2016 — Три богатыря и морской царь (совместно с Александром Боярским, автор идеи — Алёна Табунова)
- 2017 — Три богатыря и принцесса Египта (совместно с Александром Боярским)

### Мультсериалы
- 2013—2015; 2017 — Лунтик и его друзья (432, 447, 487 серии)
- 2013—2023 — Барбоскины
- 2018—наст. время — Царевны
- 2020—наст. время — Бодо Бородо
- 2021—наст. время — ДиноСити

### Редактор
- 2017 — Урфин Джюс и его деревянные солдаты

### Пьесы[1]
- «Костюмчик» (2011)
- «Кактус» (2012)
- «Лыжи» (2012)
- «Лабиринт» (2013)

### Стихи
- Закат (3 декабря 2015)
- Колыбельная (2 мая 2011)
- Мёртвые бабочки (2015)
- Мой сюрр (7 мая 2011)
- Мосты (10 октября 2013)
- Парусник (22 августа 2011)
- Пухом тополиным (2015)
- Пять шагов (27-28 апреля 2015)
- Февраль (24 февраля 2015)
- Head and Shoulders (14 апреля 2015)